# Організація НАТО з науки і технологій
Організація НАТО з науки і технологій (англ. NATO Science and Technology Organisation (STO)) — науково-технічна організація НАТО, яка працює у сфері кооперативних наукових досліджень та обміну технічною інформацією між 29 державами-членами і країнами-партнерами Організації Північноатлантичного договору. Є одним із найбільших науково-технічних центрів у світі: налічує більше 5 тис. учених та інженерів. Організація охоплює широкий спектр досліджень. Формат діяльності — різного роду семінари, симпозіуми, форуми, лекторії, кооперативні демонстрації технологій (англ. Cooperative Demonstration of Technology, CDT) та інші науково-технічні заходи, на яких дослідники зустрічаються та обмінюються знаннями і досвідом.
STO надає для потреб НАТО чотири складові:
- розвинену мережу з тисяч експертів (науковців та інженерів);
- результати досліджень, а також стандарти НАТО, запропоновані в технічних документах і підсумкових звітах за результатами заходів;
- результати різноманітних заходів, у т..ч. демонстрацій (показу) технологій, експериментів і польових випробувань, проведених у рамках Панелей;
- можливості у сфері освіти, що надаються в рамках симпозіумів, лекцій та технічних курсів, організованих мережею Організації.

## Історія
Організація була заснована у 1998 році як Організація НАТО з наукових досліджень і технологій (RTO) в результаті злиття двох окремих груп: AGARD (консультативна група аерокосмічних досліджень) і Defence Research Group (групи у галузі оборонних досліджень (AC/243), що входила до складу CNAD). Безпосередньо організація була підпорядкована CNAD (Конференції національних директорів озброєнь) і Військовому комітету НАТО. У 2012 р. реорганізована в STO.

## Структура

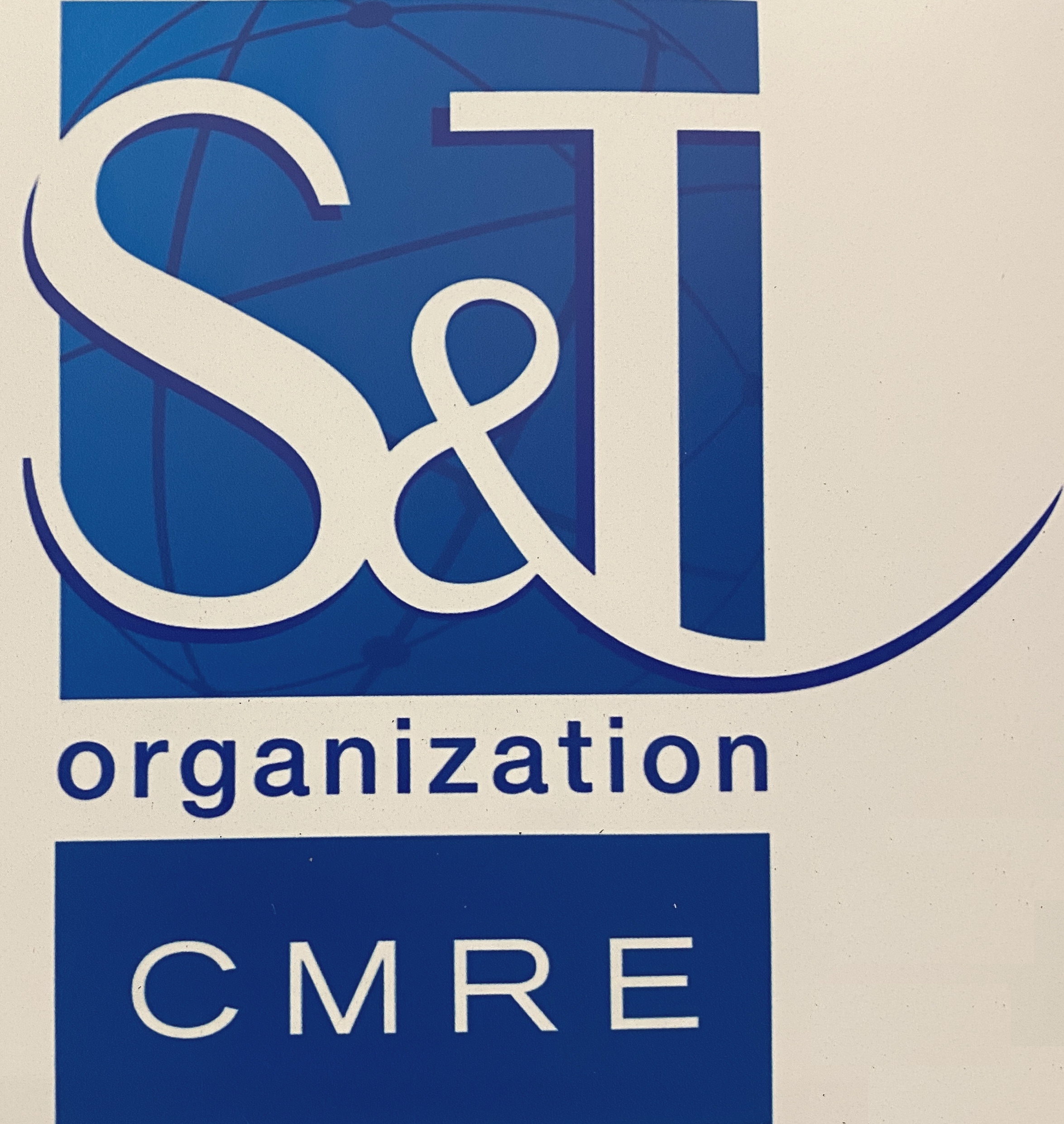
Логотип Центру морських досліджень та експериментів STO

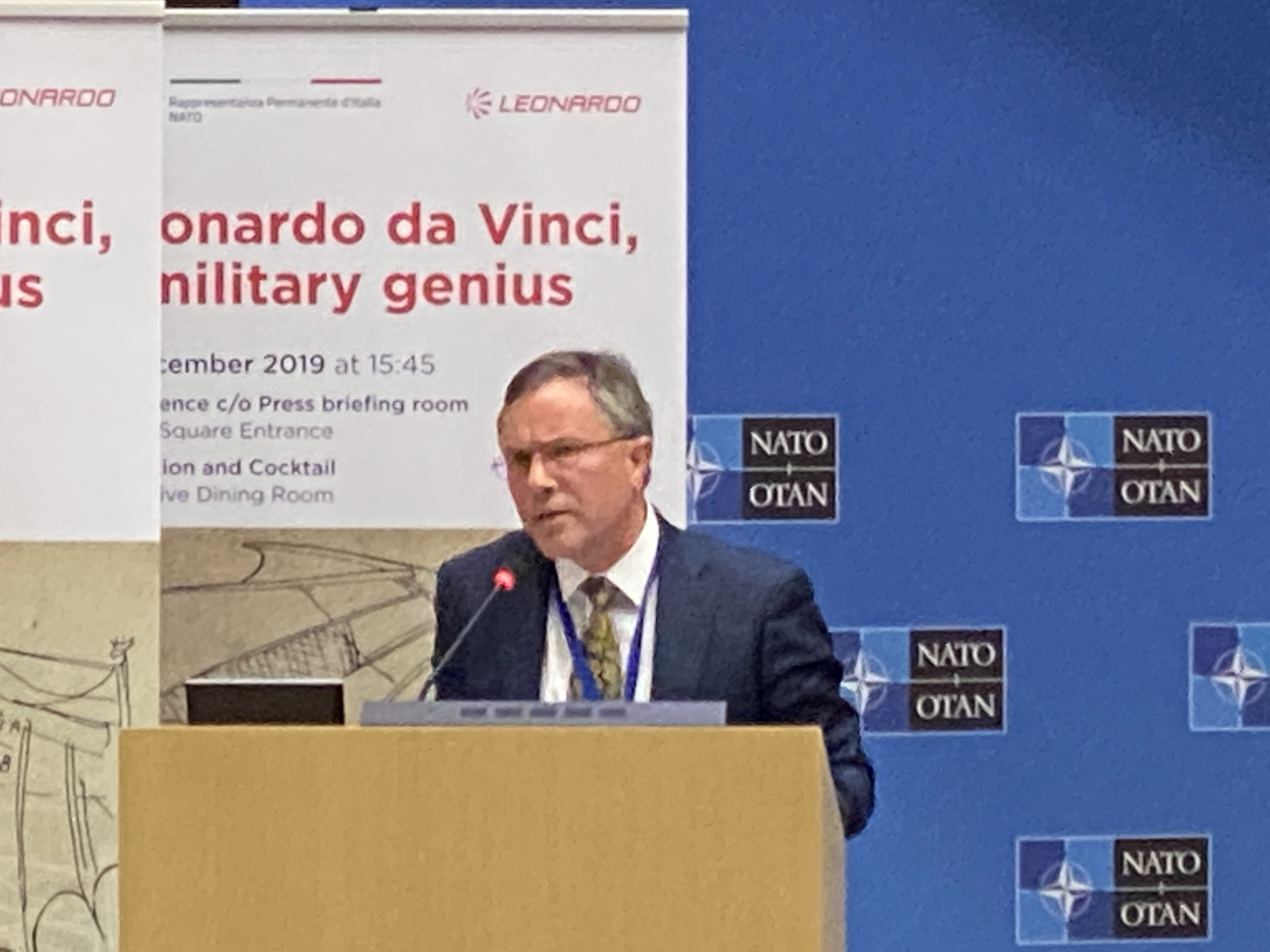
Dr. Bryan Wells, Chief Scientist NATO

За ієрархією структура організації має кілька рівнів: Офіс головного науковця (розташований у штаб-квартирі НАТО у м. Брюссель);
Офіс підтримки співробітництва (розташований у Парижі), Центр морських досліджень та експериментів (англ. Centre for Maritime Research and Experimentation), розташований поблизу італійського міста Ла-Спеція. Головний науковець (англ. NATO Chief Scientist) є керівником Ради з науки і технологій, науковим радником та керівником Офісу головного науковця. З 1 жовтня 2016 р. по 30 червня 2019 р. цю посаду займав представник США доктор Томас Кілліон (англ. Dr. Thomas Killion), з 1 липня 2019 р. головним науковцем став Dr. Bryan Wells (Велика Британія).
Офіс підтримки співробітництва очолює розгалужену мережу наукових спільнот 2-го рівня та груп 3-го рівня.

### Рада з науки і технологій
Рада з питань науки і технологій є найвищим керівним органом Організації НАТО з науки і технології. Це політичний орган, що підпорядкований Північноатлантичній раді через Конференцію національних директорів з озброєння та Військовий комітет НАТО. Вона здійснює керівництво питаннями, пов'язаними із:
- розробкою та переглядом довгострокової стратегії й середньострокових пріоритетів НАТО у сфері науки і технологій, у тому числі в інтересах процесу оборонного планування НАТО ;
- сприянням реалізації довгострокової Стратегії й середньострокових пріоритетів НАТО у сфері науки і технологій (у 2018 р. дослідження STO проводилися за 10 пріоритетними напрямами);
- координацією Плану діяльності Організації НАТО з науки і технології і заходів, що стосуються науки і технологій, передбачених Планами діяльності інших органів НАТО, шляхом забезпечення їх відповідності Стратегії та пріоритетам НАТО у сфері науки і технологій, а також шляхом виключення дублювань і досягнення синергії.
Рада з питань науки і технологій складається із представників країн-членів НАТО, а також представників інших органів і комітетів НАТО, у тому числі — Військового комітету (MC), Конференції національних директорів з озброєння (CNAD), Стратегічного командування НАТО з трансформації (ACT), Ради з питань консультацій, командування та управління (C3B), Комітету з питань політики та партнерства (PPC), а також Департаменту нових викликів безпеці (ESC) Міжнародного штабу НАТО (IS).
Кожна держава-член НАТО може призначити до складу Ради з питань науки і технологій до трьох національних представників (такі представники можуть бути обрані від центрального органу виконавчої влади, промисловості або наукових установ).

### Наукові спільноти 2-го рівня

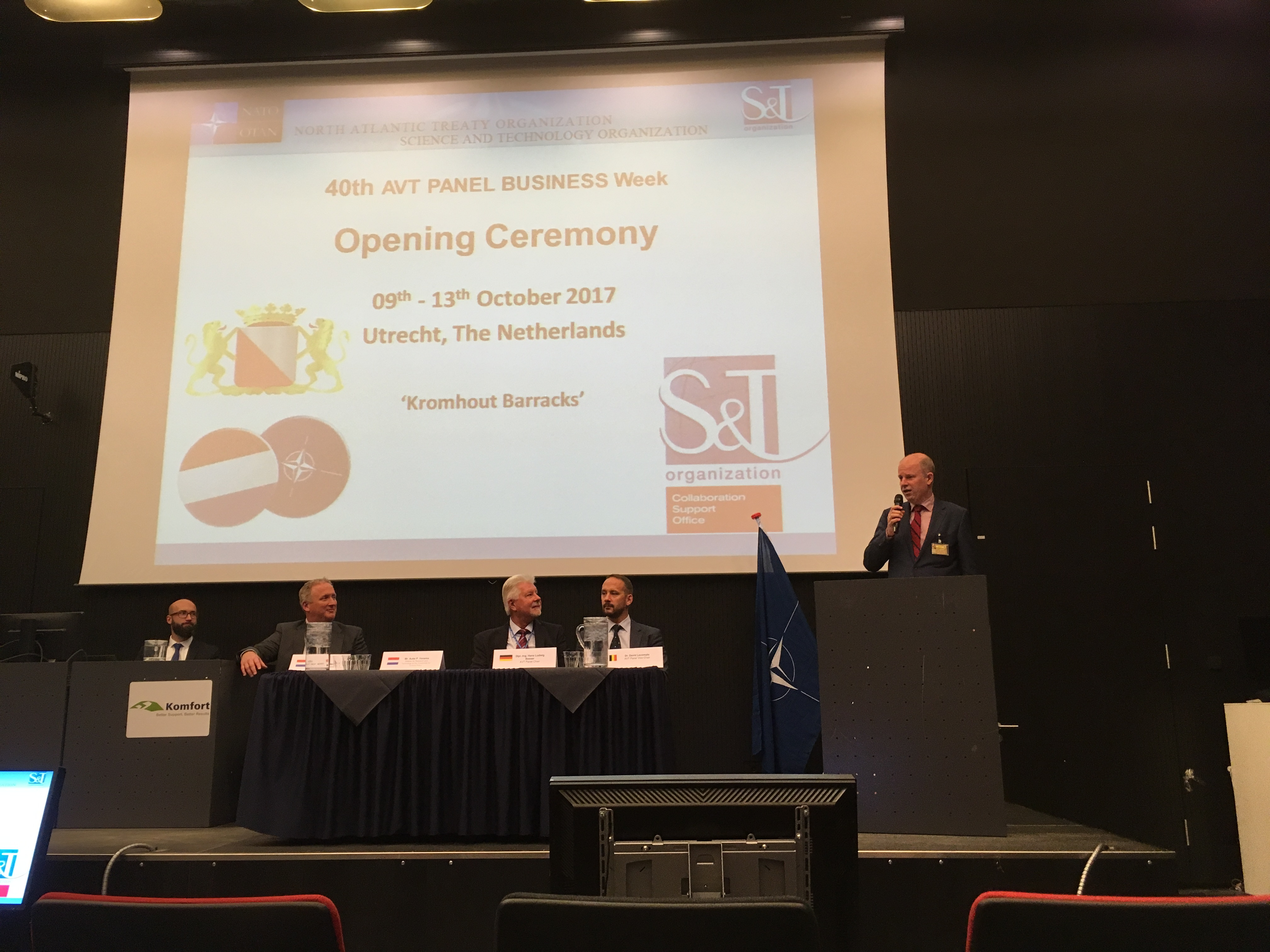
Офіційна церемонія відкриття 40-го бізнес-тижня панелі AVT STO, 09 — 13 жовтня 2017 р., м. Утрехт (Нідерланди)

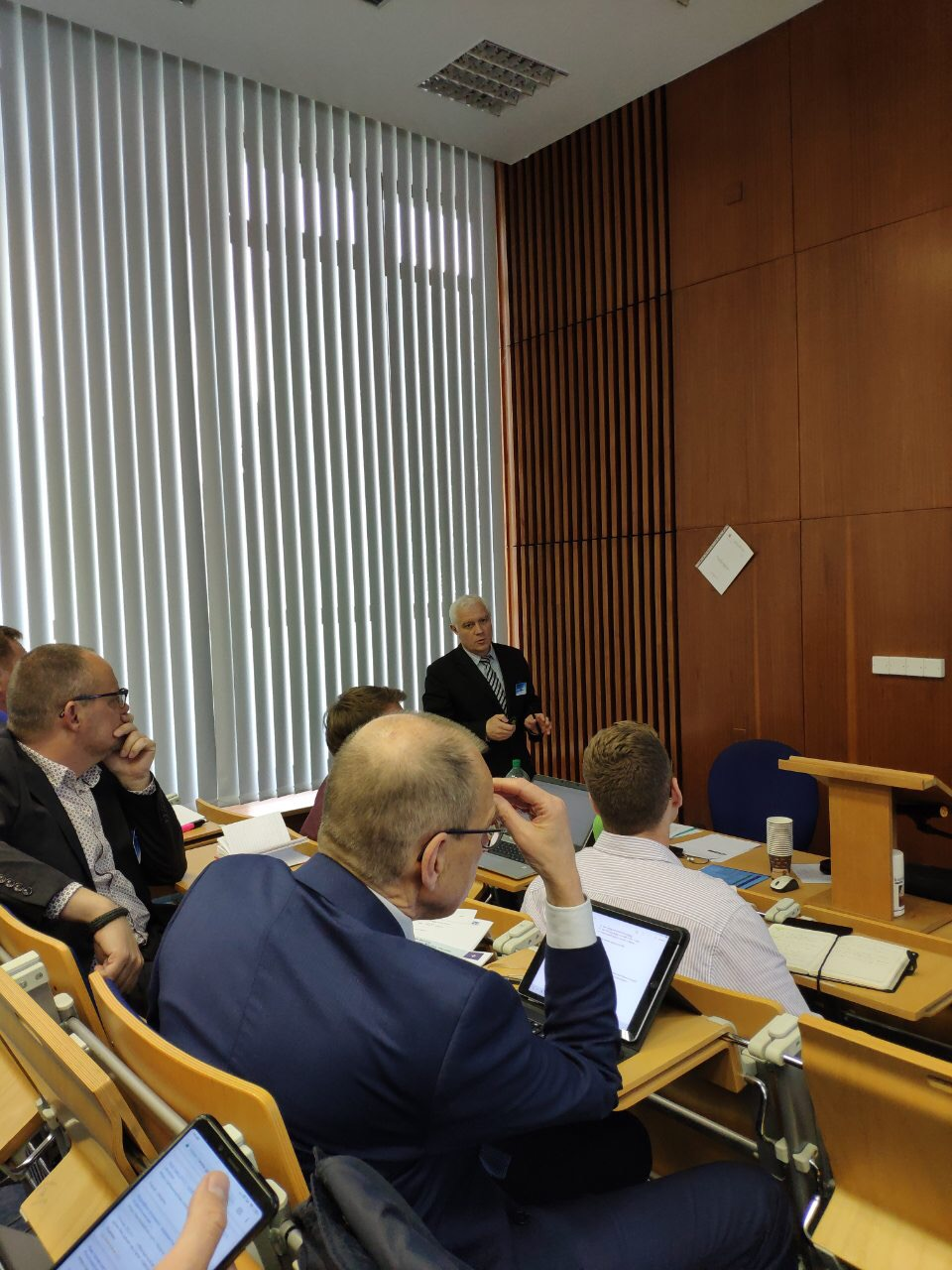
Засідання RTG AVT-290 у м. Ліптовський Мікулаш, травень 2019

Уся основна сфера діяльності Організації НАТО з науки і технологій покладена на сім наукових спільнот 2-го рівня, які охоплюють широкий спектр науково-дослідницької діяльності, зокрема:
- Applied Vehicle Technology Panel (AVT) — панель прикладних технологій транспортних засобів[6];
- Human Factors and Medicine Panel (HFM) — панель людських чинників та медицини;
- Information Systems Technology Panel (IST) — панель технологій інформаційних систем;
- System Analysis and Studies Panel (SAS) — панель системних досліджень та аналізу;
- Systems Concepts and Integration Panel (SCI) — панель системних концепцій та інтеграції;
- Sensors and Electronics Technology Panel (SET) — панель сенсорних та електронних технологій;
- NATO Modelling and Simulation Group (NMSG) — група НАТО з імітаційного моделювання.

Крім того, до спільнот 2-го рівня відноситься і Центр морських досліджень та експериментів, розташований поблизу Ла-Спеції (Італія)

### Групи 3-го рівня
Мережу груп 3-го рівня утворюють дослідні цільові групи (англ. Research Task Group, RTG), сформовані для проведення конкретних досліджень, спеціальні команди фахівців (англ. Specialist Team, ST), експертні фокус-групи. Як приклад можливо вказати діяльність
дослідних цільових груп панелі AVT з розробки нового покоління моделі мобільності Next-Generation NRMM (NG-NRMM).
Передусім, експерти апробують отримані результати на різного роду семінарах (англ. Workshop), симпозіумах, польових випробуваннях та спільних демонстраціях технологій (англ. CDT), лекціях і тренінгах, засіданнях дослідних цільових груп та команд фахівців, а також формують технічні звіті за відповідними темами досліджень.
Засідання RTG та ST, як правило, проходять двічі на рік в рамках чергового бізнес-тижня відповідної панелі STO.